# Verbandsgemeinde Sankt Goar-Oberwesel
Die Verbandsgemeinde Sankt Goar-Oberwesel war eine Gebietskörperschaft im Rhein-Hunsrück-Kreis in Rheinland-Pfalz. Der Verbandsgemeinde gehörten die Städte Oberwesel und Sankt Goar sowie sechs weitere Ortsgemeinden an, der Verwaltungssitz war in der Stadt Oberwesel. Das Verwaltungsgebiet der Verbandsgemeinde lag linksrheinisch im Weltkulturerbe Mittelrheintal.

## Verbandsangehörige Gemeinden
| Ortsgemeinde, Stadt     | Fläche (km²) | Einwohner |
| ----------------------- | ------------ | --------- |
| Damscheid               | 15,10        | 654       |
| Laudert                 | 6,17         | 413       |
| Niederburg              | 6,78         | 664       |
| Oberwesel, Stadt        | 18,08        | 2.781     |
| Perscheid               | 18,51        | 347       |
| Sankt Goar, Stadt       | 22,93        | 2.779     |
| Urbar                   | 3,55         | 718       |
| Wiebelsheim             | 7,32         | 516       |
| Verbandsgemeinde gesamt | 98,44        | 8.872     |

Stand der Einwohnerzahlen: 31. Dezember 2019 (Statistisches Landesamt Rheinland-Pfalz)

## Geschichte
Die Verbandsgemeinde wurde 1972 im Rahmen der seinerzeitigen rheinland-pfälzischen Funktional- und Gebietsreform neu gebildet. Am 1. Januar 2020 fusionierte die Verbandsgemeinde Sankt Goar-Oberwesel mit der Verbandsgemeinde Emmelshausen zur Verbandsgemeinde Hunsrück-Mittelrhein.

## Bevölkerungsentwicklung
Die Entwicklung der Einwohnerzahl bezogen auf das Gebiet der Verbandsgemeinde Sankt Goar-Oberwesel, die Werte von 1871 bis 1987 beruhen auf Volkszählungen:
| Jahr | Einwohner |
| 1815 | 6.235     |
| 1835 | 8.108     |
| 1871 | 8.075     |
| 1905 | 8.891     |
| 1939 | 10.108    |
| 1950 | 10.788    |

| Jahr | Einwohner |
| 1961 | 10.419    |
| 1970 | 10.525    |
| 1987 | 9.587     |
| 1997 | 9.971     |
| 2005 | 9.743     |

## Politik

### Verbandsgemeinderat
Aufgrund der Fusion der Verbandsgemeinden Emmelshausen und Sankt Goar-Oberwesel wurde bei der Kommunalwahl am 26. Mai 2019 bereits in Neustruktur gewählt (siehe: Ergebnis). Die Amtszeit der bisherigen Verbandsgemeinderäte wurde per Landesgesetz bis zum 31. Dezember 2019 verlängert. Zuletzt bestand der Verbandsgemeinderat Sankt Goar-Oberwesel aus 24 ehrenamtlichen Ratsmitgliedern, die bei der Kommunalwahl am 25. Mai 2014 in einer personalisierten Verhältniswahl gewählt wurden, und dem hauptamtlichen Bürgermeister als Vorsitzendem.
Die Sitzverteilung im Verbandsgemeinderat war:
| Wahl | SPD | CDU | FDP | FWVG | Gesamt   |
| ---- | --- | --- | --- | ---- | -------- |
| 2014 | 7   | 13  | 1   | 3    | 24 Sitze |
| 2009 | 7   | 13  | 1   | 3    | 24 Sitze |
| 2004 | 7   | 13  | 1   | 3    | 24 Sitze |

- FWVG = Freie Wähler der Verbandsgemeinde St. Goar-Oberwesel e.V.

### Bürgermeister
Hauptamtlicher Bürgermeister war Thomas Bungert (CDU). Er wurde bei der Direktwahl am 25. September 2016 mit einem Stimmenanteil von 89,58 % für acht Jahre wiedergewählt. Allerdings endete die Amtszeit Bungerts wegen der Fusion der beiden Verbandsgemeinden Emmelshausen und Sankt Goar-Oberwesel durch ein Landesgesetz bereits vorzeitig am 31. Dezember 2019.

### Wappen
Die Wappenbeschreibung lautet: „Wappen geteilt, oben gespalten; oben rechts in Gold ein blaugekrönter, -gezungter und -bewehrter, herschauender roter Löwe, oben links in Silber ein rotes Balkenkreuz; unten in Gold ein rotbewehrter und -gezungter schwarzer Adler.“
Das Wappen nimmt Bezug, oben rechts, zur niederen Grafschaft Katzenelnbogen, oben links, zum Kurfürstentum Trier. Das untere Feld verweist auf die ehemalige freie Reichsstadt Oberwesel.